# Manuel Caetano de Sousa (1738-1802)

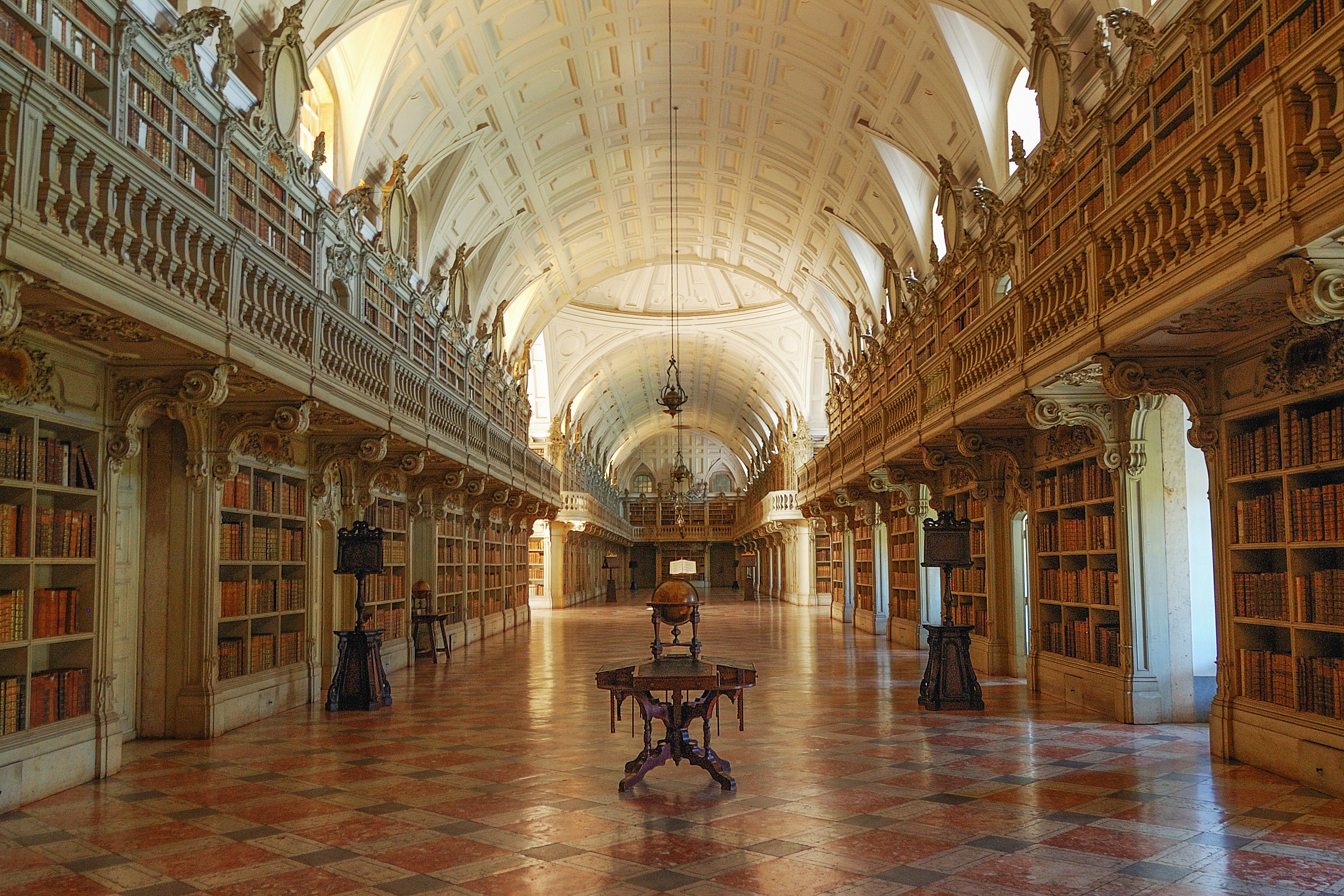
A biblioteca do Palácio de Mafra, João Frederico Ludovice.

Manuel Caetano de Sousa (1738-1802) foi um arquiteto português. Ele estudou arquitetura com seu pai, Tomás Caetano. Trabalhou com os estilos arquitetônicos Barroco e Rococó. 
Com a morte de Mateus Vicente de Oliveira, foi apontado arquiteto da família real portuguesa e chefe da Casa do Infantado e das obras públicas.
Foi autor do projeto inicial do Palácio Nacional da Ajuda, cuja construção acompanhou por anos.
Entre seus outros trabalhos estão o Palácio dos Duques de Palmela, a Igreja da Encarnação, a Igreja de S. Domingos e a Capela Real do Palácio da Bemposta.